# Евдокија Велика Комнин
Евдокија Велика Комнина (умрла после 4. септембра 1395), била је трапезунтска принцеза и члани моћне византијске династије Комнина као ћерка цара Алексија III Трапезунтског.
Названа је Деспином од Синопе након њеног првог брака са муслиманским Туркменским пашом од Синопе, Таједином, емиром од Лимније, овај брак је њен отац уговорио како би успоставио мирне односе између понтијских грчких хришћана и суседних муслимана.

## Породица и бракови
Евдокија је рођена непознатог датума, била је друга ћерка цара Алексија III Великог Комнина и Теодоре Кантакузин. Имала је два брата и три сестре; најстарија Ана је касније постала краљица Грузије као друга жена краља Баграта V.
"Хроника" Михаила Панарета бележи венчање „8. октобра 1378. године, Евдокије и муслиманског туркменског владара Таједин паше од Синопе, емира Лимније“, након чега је „цар преузео Лимнију“. Њене сестре, Марија и још једна чије име није сачувано у изворима, такође су се удале за муслимане, али „у овом случају младожења... је био далеко најбољи избор.“ Према Елизабет Захаријаду, Таједин није био емир од Лимније, већ је био емир од Никсара, где се налази гроб Мелика Данишменда, а чија територија је обухватала плодну равницу Фанароје и важне тврђаве као што су Искефсер и Сонуса.
Таједин је послао изасланика цару Алексију III, који се састао са царем јуна 1362. године, да разговарају о браку, али је мишљење двора било против могућег брака у то време. Такав аранжман није био без преседана. Пре Евдокијиног венчања, најмање две Алексијеве сестре су биле удате за суседне муслиманске владаре: Марија је била удата за Фахрудина Кутлуг бега, емира Ак Којунлуа 1352. године, док је Теодора постала жена Хаџи Омара, емира Халивије 1358. године.
Ентони Брајер је у свом раду из 1975. расправљао о дипломатској стратегији оваквих бракова — по којима је касније Трапезунтско царство било познато. Документовао је не мање од 11 бракова између принцеза из династије Великих Комнина и њихових суседа Туркмена, док је само пет принцеза било удато за хришћанске владаре. Напетост у овим односима није постојала само због разлике у религијама, већ и због брачних обичаја. „Било би посебно интересантно знати шта је натерало цара Алексија III да одбије Тајединов први захтев за браком 1362. године“, пише Брајер, а затим разматра могуће политичке разлоге за продужено преговарање и Евдокијину могућу позицију на Тајединовом двору, пре него што прихвати понуду „вероватно је остао двосмислен као и Панарет о овој теми, јер, што се тиче цара Алексија III, циљеви су увелико оправдавали средства.“ Захаријадоу примећује да је око 1362. године, емир Таједин био савезник емира Амасије  и обојица су се суочили са опасним непријатељем у Еретни, владаром Сиваса; склапање савеза са емиром Таједином у то време, примећује Захаријадоу, „отворено би их поставило на фронт против Сиваса“. Даље, емир Таједин није био у добрим односима са својим суседом Хаџи Омаром, мужем Евдокијине тетке Теодоре. Али ситуација се значајно променила између 1362. и 1379. године, Еретну је наследио Кадија Бурхан ал-Дин као султан Сиваса, а Кадија је склопио савез са Килиџ Арсланом, емиром који је између те две године неколико пута извршио пљчкашке упаде на територију Трапезунтског царства. Због овох политичких промена у окружењу и цар Алексије III и емир Таједин су били потребни један другом.
Након удаје, Евдокија је у Синопи добила је име Деспина. Иако Георгије Сфранцес касније напомиње да је имала неколико деце са емиром Таједином, познато је само име једног сина, Алтамур. Сам Алтамур је имао децу од других жена, који су оставиле потомке. Емир Таједин је погинуо у бици 24. октобра 1386. године, у борби са својим ујаком Хаџи Омаром, где је "исечен на комаде".
Недуго након што је емир Таједин умро, удала се за Константина Драгаша, регионалног полунезависног српског обласног господара. Иако Лаоник Халкокондил наводи да је Евдокија била друга жена византијског цара Јована V Палеолога, а Вилијам Милер понавља историчарев извештај о томе како је била верена за Јовановог сина, али када је упознао, цар је одлучио да се ожени њоме, савремени научници су одбацили овај извештај. Евдокијин брак са Константином Дејановићем представљао је преседан јер су бракови са бившим чланом турског харема били реткост. Иако из другог брака није било потомства, из његовог првог брака имала је пасторке, међу којима је и византијска царица Хелена Драгаш.
Дана 17. маја 1395. године, изгубила је другог мужа у бици на Ровинама; и 4. септембра исте године, Панарет бележи да је „дошла из Цариграда са невестама за свог брата, цара Манојла III и братанца, господара Алексија“, ушавши у Трапезунт „у недељу, следећег дана под кишом“. После тог датума више се не помиње, али се претпоставља да је последње године провела у Трапезунту.